# Yonkoma

Layout eines Yonkoma-Manga

Yonkoma (jap. 四コマ漫画, yonkoma manga, dt. „Vier-Bilder-Comic“) oder auch 4-koma ist ein japanisches Comic-Strip-Format, das in vier Panels eine abgeschlossene, oft witzige Handlung darstellt. Neben der in vier Bildern abgeschlossenen Form gibt es die allgemeinere Comicstrip-Form der Koma-Manga. Yonkoma sind international deutlich weniger bekannt als die Langerzählform Story-Manga und seit dessen Aufkommen in den 1940er Jahren auch in Japan zurückgedrängt worden, sind dort aber noch immer ähnlich stark verbreitet und populär.
Yonkoma-Manga erscheinen in Manga-Magazinen, Zeitungen und in Zeitschriften. Dabei gibt es Veröffentlichungen in speziellen Magazinen nur für Yonkoma wie in solchen, die auch andere Manga-Formen enthalten. Sie treten auch als Bonus (Omake) am Ende von Sammelbänden (Tankōbon) von Story-Manga auf.

## Form und Inhalt
Die vier Bilder eines Yonkoma folgen inhaltlich der klassischen japanischen Erzählstruktur Ki-shō-ten-ketsu: Einleitung, Entwicklung, überraschende Wendung und Schluss. Die Panel sind üblicherweise untereinander angeordnet und haben alle das gleiche Format. Die meisten Serien sind humoristisch und leichte Unterhaltung, doch gibt es auch biografische oder journalistische Werke, vor allem in Zeitungen.

## Geschichtliche Entwicklung
Durch den Einfluss amerikanischer Comics entstanden gegen Ende des 19. Jahrhunderts erste moderne Karikaturen und Comicstrips in Japan. Der Zeichner Rakuten Kitazawa schuf 1902 mit Tagosaku to Mokubē no Tōkyō Kembutsu den ersten Comicstrip mit gleich bleibenden Figuren. Dieser erschien in seinem Magazin Jiji Manga, mit dem Kitazawa auch den modernen Begriff Manga prägte. Unter dem Einfluss amerikanischer Comics entwickelte sich die Form weiter, insbesondere in den 1920er Jahren: japanische Zeichner reisten in die USA und Übersetzungen amerikanischer Strips wie Bringing Up Father, Polly and Her Pals und Mutt and Jeff erschienen in japanischen Tageszeitungen. Dies beförderte die Produktion einheimischer Serien, die wie Nonki na Tōsan, das vom Leben nach dem Erdbeben von 1923 erzählt, nun auch in Sammelbänden nachgedruckt erschienen. Ebenso gab es erste Serien für Kinder, während sich bis dahin alle Serien an erwachsene Zeitungsleser richteten. Shō-chan no Bōken von 1924 und Fuku-chan von 1936 wurden erste Klassiker für Kinder.
Ab 1946 wurde Machiko Hasegawa mit ihrer Yonkoma-Serie Sazae-san bekannt, die erst 1972 endete. Seit 1969 wird sie als populäre, auch heute noch produzierte Anime-Serie mit wöchentlicher Ausstrahlung umgesetzt. Seit der Nachkriegszeit konkurrieren Yonkoma mit der von Osamu Tezuka begründeten Erzählform Story-Manga mit langer, durchgehender Handlung. Sie wurden vor allem zur Lektüre älterer Zeitungsleser, während sich die neue Mangaform zunächst vor allem an Kinder und Jugendliche richtete. In den 1970er Jahren kamen jedoch auch Yonkoma mit Fortsetzungshandlung auf, die über den Abschluss der einzelnen Strips hinaus eine längere Geschichte über viele Wochen erzählen. Pionier dieser Form war Hisaichi Ishii mit dem Baseball-Manga Gambare!! Tabuchi-kun!!, der so auch wieder ein jüngeres Publikum erreichte. Eine Entwicklung der 1990er Jahre waren Serien, die sich auf humoristische Weise den Alltag schöner junger Mädchen widmen, sogenannte Moe-Yonkoma. Diese Manga, beispielsweise Kiyohiko Azumas Azumanga Daioh, richten sich wieder explizit an ein junges, vor allem männliches Publikum.

## Bedeutende Vertreter

### Magazine
Folgende Magazine veröffentlichen ausschließlich Yonkoma:
Bunkasha:
- Hontō ni Atta Waraeru Hanashi
- Honto ni Atta Waraeru Hanashi Pinky
- Honto ni Atta Waraeru Hanashi Special
- Shunin ga Yuku!

Futabasha:
- Manga Town

Hōbunsha:
- Manga Home
- Manga Time
- Manga Time Jumbo
- Manga Time Kirara
- Manga Time Kirara Carat
- Manga Time Kirara Max
- Manga Time Kirara Miracle
- Manga Time Original
- Manga Time Special

Kadokawa:
- Comic Cune
- Comic Dengeki Daiō "g"

Shufu to Seikatsu-sha:
- Comic Pash!

Take Shobō:
- Manga Club
- Manga Life
- Manga Life Original
- Manga Life Momo

### Serien
Im folgenden eine Übersicht bedeutender Vertreter des Yonkoma.
- 1902: Tagosaku to Mokubē no Tōkyō Kembutsu von Rakuten Kitazawa
- 1924: Nonki na Tōsan von Yutaka Asō
- 1924: Shō-chan no Bōken von Kabashīma Katsuichi
- 1930: Supīdotarō von Shishido Sakō
- 1936: Fuku-chan von Ryūichi Yokoyama
- 1946: Sazae-san von Machiko Hasegawa
- 1956: Sennin Buraku von Kō Kojima
- 1966: Ijiwaru Baasan von Machiko Hasegawa
- 1978: Gambare!! Tabuchi-kun!! von Hisaichi Ishii
- 1982: Kobo-chan von Masashi Ueda
- 1988: Kizudarake no Tenshi-tachi von Masahiko Kikuni
- 1991: Tonari no Yamada-kun von Hisaichi Ishii
- 1997: Yōkoso Lodoss-tō e! von Rei Hyakuyashiki
- 1998: Azumanga Daioh von Kiyohiko Azuma
- 2002: Tenchi Muyo! Sasami Densetsu von Hitoshi Okuda
- 2003: Coro Coro Coromo-chan von Mook
- 2003: Tori Koro von Hai Ran
- 2005: Neconoclasm von Yuzuno Asaki
- 2007: K-On! von Kakifly